# 第42回ロサンゼルス映画批評家協会賞
42nd LAFCA Awards

2016年12月4日

作品賞： 

ムーンライト
第42回ロサンゼルス映画批評家協会賞は、ロサンゼルス映画批評家協会が2016年の映画作品に贈る賞である。2016年12月4日に受賞者が発表された。

## 受賞一覧

### 作品賞
- 受賞：『ムーンライト』
- 次点：『ラ・ラ・ランド』

### 監督賞
- 受賞：バリー・ジェンキンズ - 『ムーンライト』
- 次点：デミアン・チャゼル - 『ラ・ラ・ランド』

### 主演男優賞
- 受賞：アダム・ドライバー - 『パターソン』
- 次点：ケイシー・アフレック - 『マンチェスター・バイ・ザ・シー』

### 主演女優賞
- 受賞：イザベル・ユペール - 『未来よ こんにちは』、『エル ELLE』
- 次点：レベッカ・ホール - 『Christine』

### 助演男優賞
- 受賞：マハーシャラ・アリ - 『ムーンライト』
- 次点：イッセー尾形 - 『沈黙 -サイレンス-』

### 助演女優賞
- 受賞：リリー・グラッドストーン - 『ライフ・ゴーズ・オン 彼女たちの選択』
- 次点：ミシェル・ウィリアムズ - 『マンチェスター・バイ・ザ・シー』

### 脚本賞
- 受賞：ヨルゴス・ランティモス、エフティミス・フィリップ - 『ロブスター』
- 次点：ケネス・ロナーガン - 『マンチェスター・バイ・ザ・シー』

### アニメ映画賞
- 受賞：『君の名は。』
- 次点：『レッドタートル ある島の物語』

### 外国語映画賞
- 受賞：『お嬢さん』  韓国
- 次点：『ありがとう、トニ・エルドマン』  ドイツ

### ドキュメンタリー映画賞
- 受賞：『O.J.: Made in America』
- 次点：『私はあなたのニグロではない』

### 編集賞
- 受賞：ブレット・グラナト、ベン・ソザンスキー、マヤ・ムンマ - 『O.J.: Made in America』
- 次点：トム・クロス - 『ラ・ラ・ランド』

### 撮影賞
- 受賞：ジェームズ・ラクストン  - 『ムーンライト』
- 次点：リヌス・サンドグレン - 『ラ・ラ・ランド』

### 音楽賞
- 受賞：ジャスティン・ハーウィッツ、ベンジ・パセク、ジャスティン・ポール - 『ラ・ラ・ランド』
- 次点：ミカ・レヴィ - 『ジャッキー/ファーストレディ 最後の使命』

### 美術賞
- 受賞：リュ・ソンヒ - 『お嬢さん』
- 次点：デヴィッド・ワスコ - 『ラ・ラ・ランド』

### 新人賞
- 受賞：トレイ・エドワード・シュルツ、クリシャ・フェアチャイルド - 『Krisha』

### 功労賞
- シャーリー・マクレーン

### ダグラス・エドワード実験/自主映画賞
- 『The Illinois Parables』

### 特別賞
- ターナー・クラシック・ムービーズ